# Sweet Dreams (Are Made of This)
Cet article concerne la chanson d'Eurythmics. Pour l'album du même groupe, voir Sweet Dreams (Are Made of This).
Pour les articles homonymes, voir Sweet Dreams.
Singles de Eurythmics
Love Is a Stranger
(1982) Who's That Girl
(1983)
Sweet Dreams (Are Made of This) est une chanson écrite, composée et interprétée par le duo britannique Eurythmics. Quatrième extrait de leur second album, Sweet Dreams (Are Made of This), sorti en 1983, elle est leur premier succès et la chanson la plus connue du groupe. Arrivée jusqu'à la 1re position des charts américains et à la 2e position des charts anglais, la chanson a été classée 365e des « 500 plus grandes chansons de tous les temps » par le magazine Rolling Stone. Elle est sélectionnée par le Rock and Roll Hall of Fame, en 1995, comme l'une des « 500 chansons qui ont façonné le rock 'n' roll ».

## Postérité, reprises et utilisations
Cette chanson apparaît dans un épisode des Simpson (Saison 13 Épisode 10), Artie Ziff s'en servant pour envoyer des messages subliminaux à Marge Simpson. 
Cette chanson a fait l'objet de reprises, notamment par Steve Angello en 2005, Avicii en 2011, Marilyn Manson en 1995 sur l'album Smells Like Children, Triggerfinger, Mika en 2007 et puis Sound Of Legend en 2020, une adaptation musicale de Sylvie Vartan, Déprime en 1983. Ainsi qu'une reprise par Skip the Use et Orelsan lors de la Fête de la musique en 2012.
La chanson d'Eurythmics reprise par Marilyn Manson est utilisée à plusieurs moments dans le film La Maison de l'horreur (1999), lorsque les personnages sont amenés à la maison et lors du générique de fin. 
Elle a aussi été reprise dans une version très sombre par l'actrice Emily Browning pour le film Sucker Punch de Zack Snyder : elle y sert de trame de fond à tout le prologue du film, jusqu'à l'internement de l'héroïne dans un asile, nommé justement Asile Lennox.
Le morceau a également été repris lors de la scène du film X-Men: Apocalypse, lorsque Vif-Argent intervient pour sauver les mutants au cœur du manoir de Charles Xavier, au moment d'une explosion.
On peut également entendre la chanson dans Tron : L'Héritage (2010) lorsque Sam Flynn entre dans la cave de la salle d'arcade de son père, dans Mr Nobody lorsque Nemo se rend à une soirée et voit Élise, ainsi qu'à plusieurs reprises dans le pilot de la série Grimm.
La chanson est utilisée dans la bande-annonce du film Atomic Blonde (2017) ainsi que dans la bande-annonce de la saison 2 de la série For All Mankind (2021).
Le film Kinds of Kindness (2024) l'intègre également à sa bande-son.

## Classements et certifications
| Année | Pays                                      | Meilleure position |
| ----- | ----------------------------------------- | ------------------ |
| 1983  | Afrique du Sud (Springbok Radio)          | 5                  |
| 1983  | Allemagne (Media Control AG)              | 4                  |
| 1983  | Australie (Kent Music Report)             | 6                  |
| 1983  | Autriche (Ö3 Austria Top 40)              | 9                  |
| 1983  | Belgique (Flandre Ultratop 50 Singles)    | 3                  |
| 1983  | Belgique (Flandre VRT Top 30)             | 2                  |
| 1983  | Canada (50 Singles)                       | 1                  |
| 1983  | Canada (CHUM)                             | 1                  |
| 1983  | Espagne (AFYVE)                           | 3                  |
| 1983  | États-Unis (Adult Contemporary)           | 36                 |
| 1983  | États-Unis (Billboard Hot 100)            | 1                  |
| 1983  | États-Unis (Cash Box)                     | 1                  |
| 1983  | États-Unis (Hot Dance Club Play)          | 2                  |
| 1983  | États-Unis (Top Tracks)                   | 16                 |
| 1983  | France (SNEP)                             | 1                  |
| 1983  | Irlande (IRMA)                            | 2                  |
| 1983  | Nouvelle-Zélande (RMNZ)                   | 2                  |
| 1983  | Pays-Bas (Nederlandse Top 40)             | 9                  |
| 1983  | Pays-Bas (Single Top 100)                 | 10                 |
| 1983  | Pologne (Classements Singles)             | 14                 |
| 1983  | Royaume-Uni (UK Singles Chart)            | 2                  |
| 1983  | Suisse (Schweizer Hitparade)              | 8                  |
| 1991  | Royaume-Uni (UK Singles Chart)            | 48                 |
| 1995  | Royaume-Uni (UK Singles Chart)            | 136                |
| 2006  | France (SNEP)                             | 27                 |
| 2006  | Italie (FIMI)                             | 54                 |
| 2009  | Belgique (Flandre Back Catalogue Singles) | 17                 |
| 2010  | Royaume-Uni (UK Singles Chart)            | 150                |
| 2012  | France (SNEP)                             | 118                |

| Classement (1983)              | Position |
| ------------------------------ | -------- |
| Australie (Kent Music Report)  | 41       |
| Belgique (Flandre Ultratop 50) | 54       |
| Canada (Top Singles)           | 7        |
| États-Unis (Billboard Hot 100) | 10       |
| États-Unis (Cash Box)          | 14       |
| France (SNEP)                  | 15       |
| Pays-Bas (Single Top 100)      | 90       |

| Pays              | Certification | Date           | Ventes  |
| ----------------- | ------------- | -------------- | ------- |
| États-Unis (RIAA) | Or            | 4 octobre 1983 | 500 000 |
| France (SNEP)     | Or            | 1983           | 951 000 |
| Royaume-Uni (BPI) | Argent        | 1er mars 1983  | 200 000 |